# Lapenscharte
Lapenscharte är en bergstopp i Österrike.   Den ligger i distriktet Schwaz och förbundslandet Tyrolen, i den västra delen av landet, 400 km väster om huvudstaden Wien. Toppen på Lapenscharte är 2 820 meter över havet.
Terrängen runt Lapenscharte är huvudsakligen mycket bergig. Runt Lapenscharte är det ganska glesbefolkat, med 30 invånare per kvadratkilometer.. Närmaste större samhälle är Mayrhofen, 13,2 km norr om Lapenscharte. 
I omgivningarna runt Lapenscharte växer i huvudsak blandskog.